# Wolfau
Wolfau (maďarsky Vasfarkasfalva) je městys v okrese Oberwart ve spolkové zemi Burgenland v Rakousku. Rozloha obce je 15,01 km2, a v lednu 2014 zde žili 1372 obyvatelé.

## Popis, poloha
Městys Wolfau je samostatná obec. Nachází se ve střední části Burgenlandu. Jeho nadmořská výška je zhruba 315–420 m. Západní okraj obce hraničí se sousední spolkovou zemí Štýrsko. Od severu k jihu protéká obcí potok Stögersbach, který se v jihozápadním cípu obce vlévá do říčky Lafnitz. Stejným směrem prochází městysem silnice L378. Ta se v severní části napojuje na zemskou silnici B50, po které směrem na západ ve vzdálenosti cca 2 km najedeme na Dálnici A2. Směrem na východ je zhruba 12 km vzdáleno okresní město Oberwart.

## Historie

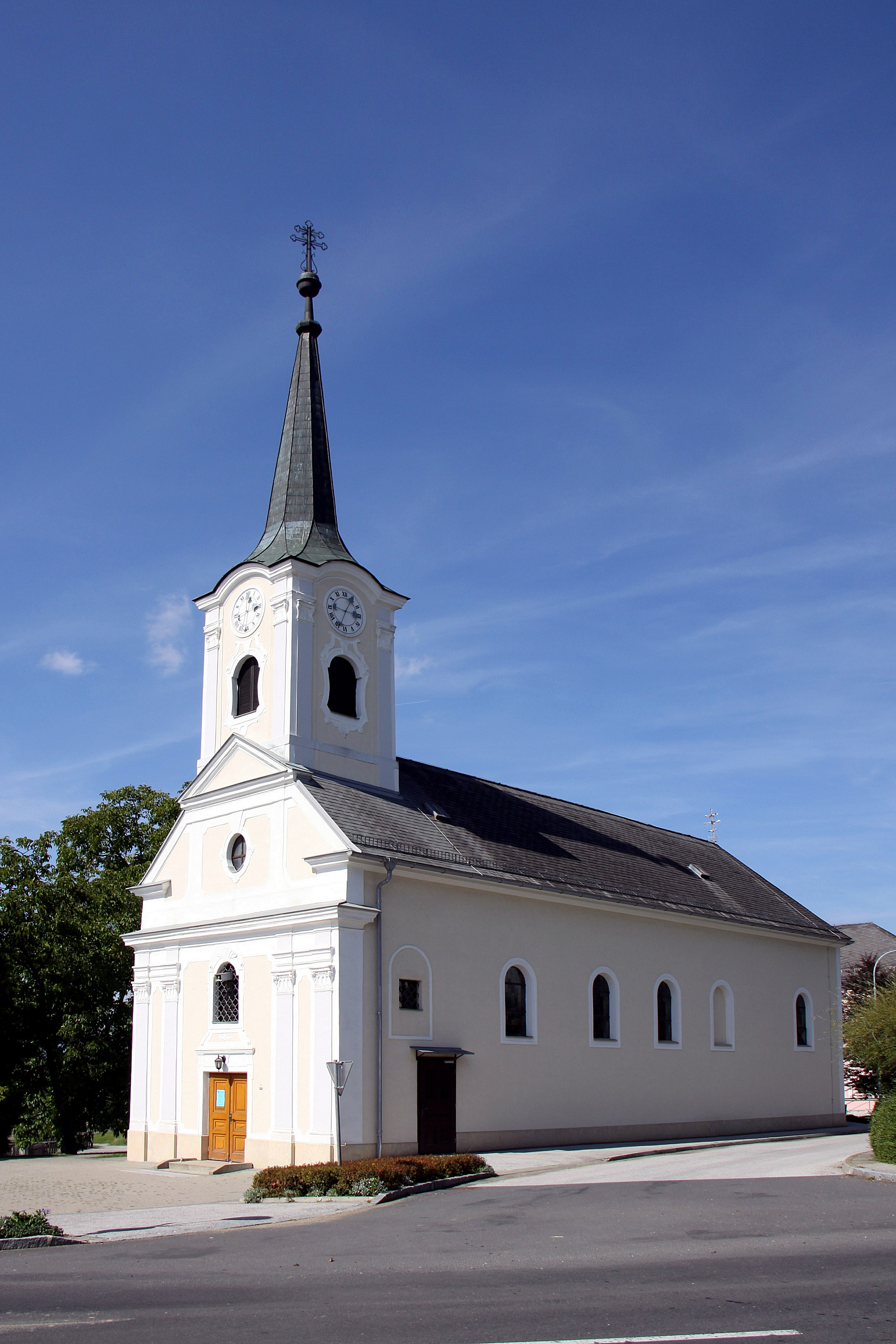
Katolický kostel ve Wolfau

V 9. století byla obec součástí franské říše. Podle listiny z roku 1257 tu vznikla pohraniční strážní osada „Erunsd“ mezi současnými místy Wolfau a Allhau. Jméno obce se v průběhu historie často měnilo. „Walho“ v roce 1365, potom „Walfaw“ (1455), „Valho“ (1481), „Balfo“ (1496), „Balho“, „Bolfau“ (1773) a konečně současné jméno je v němčině Wolfau a v maďarštině Vasfarkasfalva.
Stejně tak často jako jméno obce se také měnili majitelé. Od roku 1257 do 1365 obec vlastnil maďarský šlechtický rod Köveskuti. Po roce 1365 oblast patřila k hradu Buchschachen. V následujících 120 letech se vystřídali tři majitelé, až pak po roce 1482 přešel do vlastnictví bratrů Viléma a Georga Baumkircherových, kteří sídlili na hradě Schlaining. V roce 1527 se hrad Schlaining a také obec Wolfau staly majetkem uherské šlechtické rodiny Batthyány. V jejich držení byly až do roku 1849. Tehdy byl hrabě Lajos Batthyány pro zradu krále popraven a majetek byl zabaven. Obec byla až do roku 1920 součástí Maďarska. Teprve na základě smlouvy ze St. Germain a z Trianonu se od roku 1921 stala součástí Rakouska. Obec Wolfau byla povýšena na městys od roku 1992.

## Zajímavosti
- Katolický kostel
- Střelecká tréninková dráha